# Cuiabá
Cuiabá é um município brasileiro, capital do estado de Mato Grosso, Região Centro-Oeste do país. É uma das catorze cidades da Região Imediata de Cuiabá, que por sua vez é uma das três regiões imediatas que integram a Região Intermediária de Cuiabá.
A cidade foi fundada em 1719, na margem esquerda do rio Cuiabá, por Pascoal Moreira Cabral e descoberta por Miguel Sutil, ambos bandeirantes nascidos na cidade de Sorocaba, no interior do estado de São Paulo. Após o fim das jazidas de ouro, Cuiabá só voltou a ter crescimento populacional acima da média nacional no início do século XX. Além de capital do estado do Mato Grosso, Cuiabá é o principal centro industrial, comercial e de serviços. A cidade é bem arborizada e conurbada com Várzea Grande.
Segundo dados do Instituto Brasileiro de Geografia e Estatística, a população estimada de Cuiabá em 1 de julho de 2024 era de 682 932 habitantes, enquanto que a população da conurbação era de 997 559; já sua região metropolitana tinha em 2024 uma população de 1 134 425 habitantes. A cidade foi umas das doze sedes da Copa do Mundo FIFA de 2014, representando o Pantanal, por estar situada a cerca de cem quilômetros da região pantaneira.

## Etimologia
Dentre as várias versões existentes para a origem do nome "Cuiabá", estão:
- Pode ter origem na palavra bororo para "lugar da ikuia": ikuia (flecha para pescar) + pá (lugar); já que os bororos costumavam caçar e pescar com essa flecha na região.[10][11]
- Pode ter origem no guarani para "rio da lontra brilhante": cuyaverá / cuiavá / cuiabá.[11]
- Pode ter origem na união das palavras cuia (vasilha) e abá (criador), pois existem muitas árvores produtoras de cuia na beira do rio Cuiabá.[11]
- Pode ter origem na palavra tupi kuîaba, utilizada para uma variedade específica de cuia.[12]
- Pode ter origem nos índios bororos, que também eram chamados de "cuiabá".[13]

## História

### Fundação
Os primeiros indícios dos bandeirantes paulistas na região onde hoje fica a cidade datam de 1673 e 1682, quando da passagem de Manoel de Campos Bicudo. Ele fundou o primeiro povoado da região, onde o rio Coxipó deságua no Cuiabá, batizado de São Gonçalo Beira-Rio.
Em 1718, chegou ao local, já abandonado, a bandeira do sorocabano Pascoal Moreira Cabral. Em busca de indígenas, Moreira Cabral subiu o Coxipó, onde travou uma batalha com os índios coxiponés. Como perderam a batalha, os bandeirantes voltaram e no caminho encontraram ouro, deixando, assim, a captura de índios para se dedicar ao garimpo.
Em 1719, Pascoal Moreira foi eleito, em uma eleição direta em plena selva, comandante da região de Cuiabá. Em 8 de abril de 1719, Pascoal assinou a ata da fundação de Cuiabá no local conhecido como Forquilha, às margens do Coxipó, de forma a garantir os direitos pela descoberta à Capitania de São Paulo.
Em outubro de 1722, índios escravizados de Miguel Sutil, também bandeirante sorocabano, descobriram às margens do córrego da Prainha grande quantidade de ouro, maior que a encontrada anteriormente na Forquilha. O afluxo de pessoas tornou-se grande e até mesmo a população da Forquilha se mudou para perto deste novo local. Em 1723, já estava erguida a igreja matriz dedicada ao Senhor Bom Jesus de Cuiabá, onde hoje é a Catedral.

### Consolidação

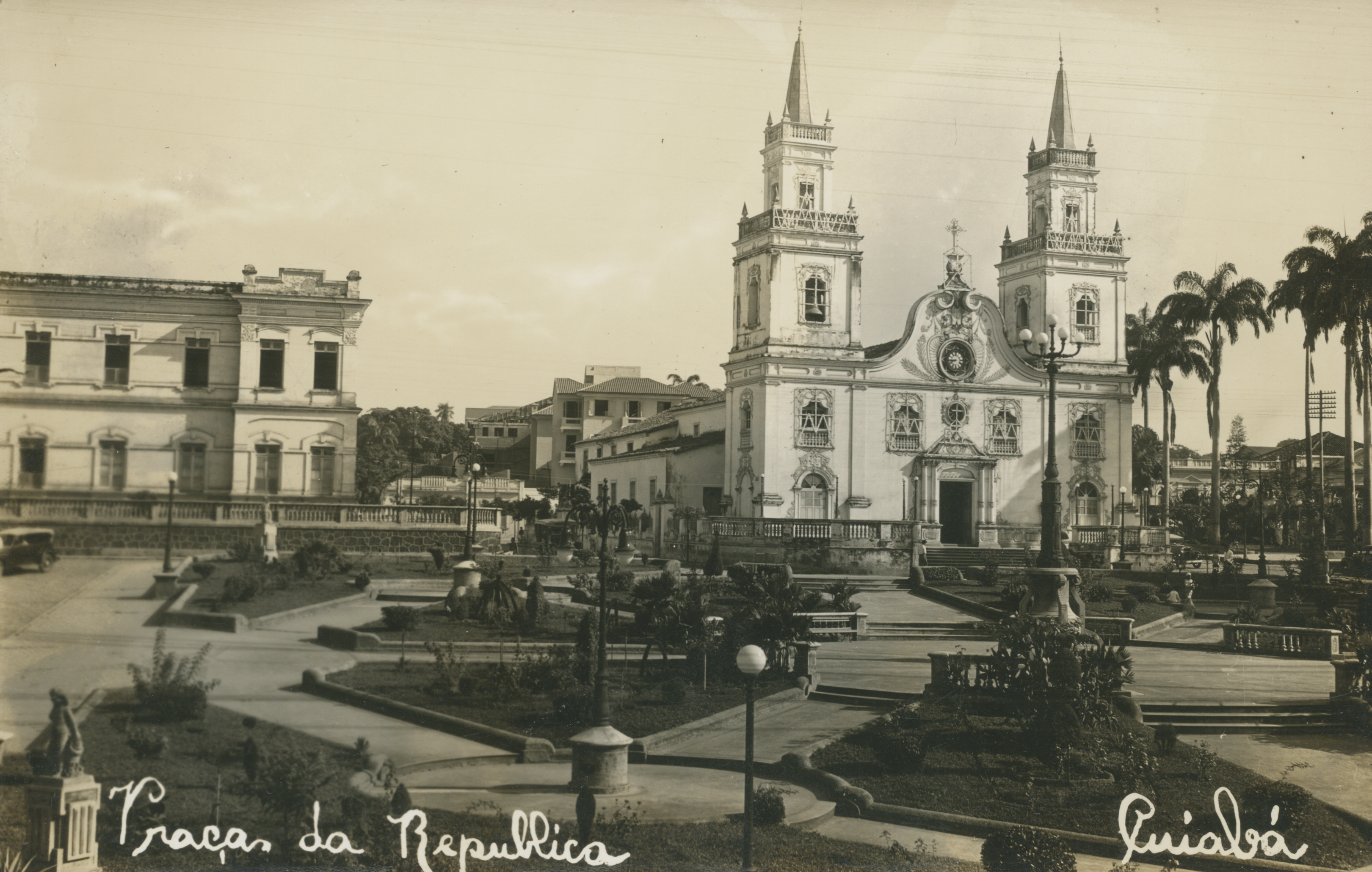
Praça da República com Catedral do Senhor Bom Jesus de Cuiabá, construída em 1722 e demolida em 1968. Arquivo Nacional.

Já em 1726, chega, à Cuiabá, o capitão-general governador da Capitania de São Paulo, Rodrigo César de Menezes, como representante do Reino de Portugal. Em 1 de janeiro de 1727, Cuiabá foi elevada à categoria de vila, com o nome de Vila Real do Senhor Bom Jesus de Cuiabá.
Tem-se confundido muito a fundação do arraial da Forquilha por questões ideológicas. Estudos historiográficos há muito já traçaram a diferença entre uma e outra fundação, alegando-se que o 1° de janeiro seria a data de elevação do arraial da Forquilha à categoria de vila, o que é um contrassenso, pois não se pode fundar um município num lugar que só viria a ser descoberto anos depois. Porém, a data de 8 de abril se firmou como data do município, desejosa de ser a primeira do oeste brasileiro. Logo, contudo, as lavras se mostraram menores que o esperado, o que acarretou um abandono de parte da população.
Cuiabá foi elevada à condição de cidade em 17 de setembro de 1818, tornando-se a capital da então província de Mato Grosso em 28 de agosto de 1835 (antes a capital era Vila Bela da Santíssima Trindade). Entretanto, nem mesmo a mudança da capital para o município foi suficiente para impulsionar seu desenvolvimento. Com a Guerra do Paraguai (1864-1870), Mato Grosso foi invadido. Várias cidades foram atacadas, mas as batalhas não chegaram à capital. A maior baixa se deu com uma epidemia de varíola trazida pelos soldados que retomaram dos paraguaios o município de Corumbá. Metade dos cerca de 12 mil habitantes morreu infectada.
Nesse período da história brasileira, as cidades acumulavam também o Poder Judiciário. E territorialmente, Cuiabá abrangia as regiões que hoje configuram os Estados do Mato Grosso, Mato Grosso do Sul e Rondônia.

### Expansão
Somente após a Guerra do Paraguai e o retorno da navegação pelas bacias dos rios Paraguai, Cuiabá e Paraná é que o município voltou a crescer. A economia nesse período tinha suas bases na produção da cana-de-açúcar e no extrativismo. Esse momento produtivo não duraria muito e o município voltou a ficar estagnado, desta vez até 1930. A partir daí, o isolamento foi encerrado com as ligações rodoviárias com Goiás e São Paulo e a aviação comercial. A explosão no crescimento deu-se depois da década de 1950, com a transferência da Capital Federal e o programa de povoamento do interior do país. Nas décadas de 1970 e 1980, o município cresceu muito, mas os serviços e a infraestrutura não acompanharam este ritmo. O agronegócio expandiu-se pelo estado e o município começou a modernizar-se e industrializar-se. Após o ano de 1990, a taxa de crescimento populacional diminuiu e o turismo começou a ser visto como fonte de bons rendimentos.[carece de fontes?]

## Geografia

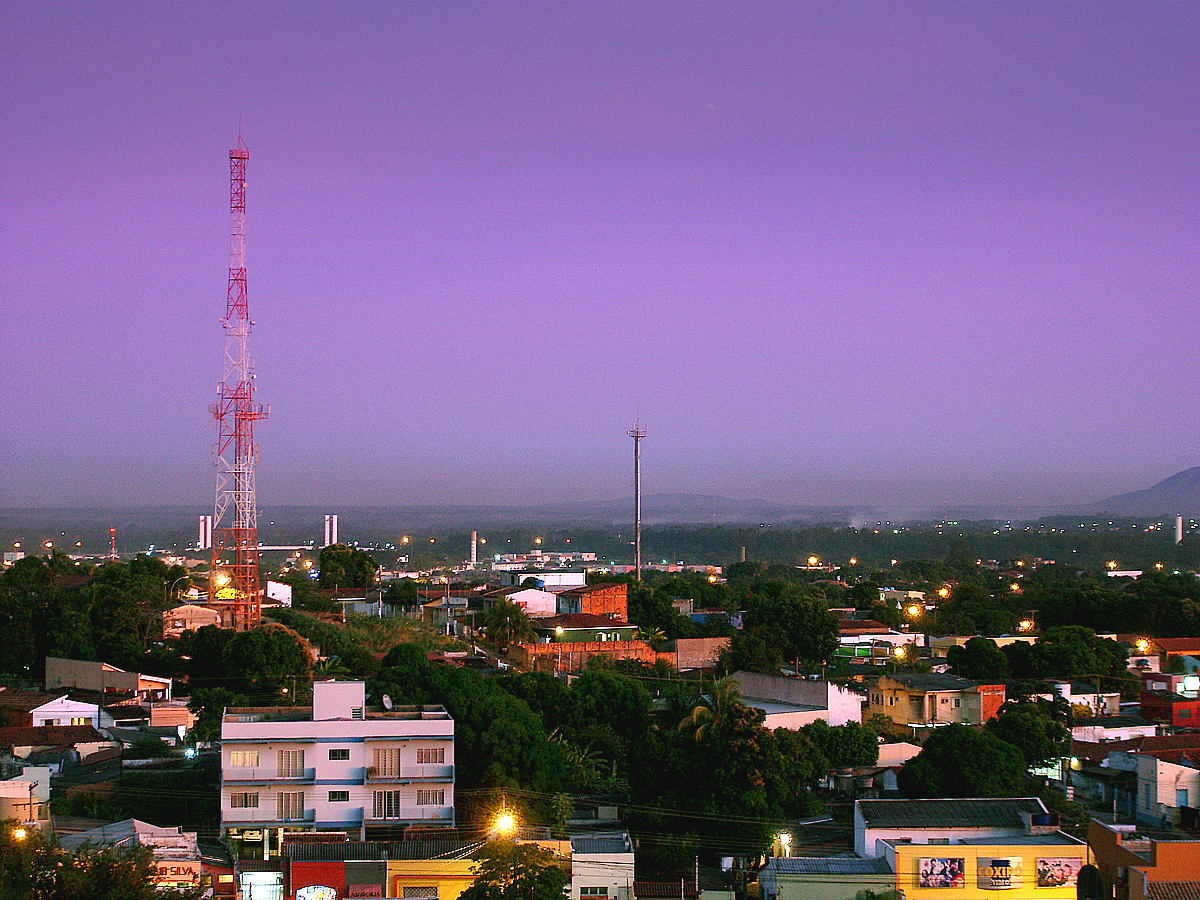
Região do Coxipó

De acordo com a divisão regional vigente desde 2017, instituída pelo IBGE, o município pertence à Região Geográfica Imediata de Cuiabá, que por sua vez é uma das três regiões imediatas da Região Geográfica Intermediária de Cuiabá. Até então, com a vigência das divisões em microrregiões e mesorregiões, fazia parte da microrregião de Cuiabá, que por sua vez estava incluída na mesorregião do Centro-Sul Mato-Grossense.
Cuiabá faz limite com os municípios de Chapada dos Guimarães, Campo Verde, Santo Antônio de Leverger, Várzea Grande, Jangada e Acorizal. É um entroncamento rodoviário-aéreo-fluvial e o centro geodésico da América do Sul, nas coordenadas -15°35'56",80 (latitude ao sul) e -56°06'05",55 (longitude a oeste). Situado na atual praça Pascoal Moreira Cabral, foi determinado por Marechal Cândido Rondon, em 1909 (o correto ponto do centro geodésico já foi contestado, mas cálculos feitos pelo Exército Brasileiro confirmaram as coordenadas do marco calculadas por Rondon).
O quadro geomorfológico do município é, em grande parte, representado pelo Planalto da Casca e pela Depressão Cuiabana. Predominam os relevos de baixa amplitude com altitudes que variam de 146 a 250 metros na área da própria cidade.
O município é cercado por três grandes biomas: a Amazônia, o Cerrado e o Pantanal; está próximo da chapada dos Guimarães e ainda é considerado a porta de entrada da floresta amazônica. A vegetação predominante no município é a do cerrado, desde suas variantes mais arbustivas até as matas mais densas à beira dos cursos d'água.
Cuiabá é abastecida pelo rio Cuiabá, afluente do Rio Paraguai e que divide a capital da vizinha Várzea Grande. O município se encontra no divisor de águas das bacias Amazônica e Platina e é banhado também pelos rios Coxipó-Açu, Pari, Mutuca, Claro, Coxipó, Aricá, Manso, São Lourenço, das Mortes, Cumbuca, Suspiro, Coluene, Jangada, Casca, Cachoeirinha e Aricazinho, além de córregos e ribeirões.

### Clima
| Maiores acumulados de precipitação em 24 horas registrados em Cuiabá por meses (INMET) | Maiores acumulados de precipitação em 24 horas registrados em Cuiabá por meses (INMET) | Maiores acumulados de precipitação em 24 horas registrados em Cuiabá por meses (INMET) | Maiores acumulados de precipitação em 24 horas registrados em Cuiabá por meses (INMET) | Maiores acumulados de precipitação em 24 horas registrados em Cuiabá por meses (INMET) | Maiores acumulados de precipitação em 24 horas registrados em Cuiabá por meses (INMET) |
| Mês                                                                                    | Acumulado                                                                              | Data                                                                                   | Mês                                                                                    | Acumulado                                                                              | Data                                                                                   |
| -------------------------------------------------------------------------------------- | -------------------------------------------------------------------------------------- | -------------------------------------------------------------------------------------- | -------------------------------------------------------------------------------------- | -------------------------------------------------------------------------------------- | -------------------------------------------------------------------------------------- |
| Janeiro                                                                                | 144,7 mm                                                                               | 01/01/1951                                                                             | Julho                                                                                  | 52,4 mm                                                                                | 03/07/1989                                                                             |
| Fevereiro                                                                              | 124,6 mm                                                                               | 12/02/1966                                                                             | Agosto                                                                                 | 79,2 mm                                                                                | 25/08/2009                                                                             |
| Março                                                                                  | 134,3 mm                                                                               | 16/03/1995                                                                             | Setembro                                                                               | 106,6 mm                                                                               | 13/09/1938                                                                             |
| Abril                                                                                  | 90,8 mm                                                                                | 03/04/1955                                                                             | Outubro                                                                                | 118,2 mm                                                                               | 20/10/2009                                                                             |
| Maio                                                                                   | 103,5 mm                                                                               | 23/05/1983                                                                             | Novembro                                                                               | 141,8 mm                                                                               | 15/11/2021                                                                             |
| Junho                                                                                  | 70,2 mm                                                                                | 01/06/1993                                                                             | Dezembro                                                                               | 123,6 mm                                                                               | 01/12/1933                                                                             |
| Período: 1931-presente                                                                 |                                                                                        |                                                                                        |                                                                                        |                                                                                        |                                                                                        |

O clima é tropical e úmido. O índice pluviométrico anual supera os 1 350 milímetros (mm). As chuvas se concentram de setembro a maio, com intensidade máxima em janeiro, fevereiro e março, enquanto que no resto do ano, entre junho e setembro, as massas de ar seco sobre o centro do Brasil inibem as formações chuvosas. Quando as frentes frias se dissipam, o calor, associado à fumaça produzida pelas constantes queimadas nessa época, faz com que a umidade relativa do ar caia a níveis perigosos, às vezes abaixo de 15%, aumentando a ocorrência de doenças respiratórias.
Cuiabá é famosa por seu forte calor, com temperatura podendo chegar aos 40 °C nos meses mais quentes, embora, esporadicamente, a temperatura no outono e inverno possa cair para cerca de 10 °C, devido principalmente às frentes frias que vêm do sul, podendo isso durar apenas um dia ou até uma semana, para logo voltar ao calor habitual. A temperatura média em Cuiabá gira em torno dos 26 °C.
Segundo dados do Instituto Nacional de Meteorologia (INMET), desde 1931 a menor temperatura registrada em Cuiabá foi de 1,2 °C em 22 de junho de 1933 e a maior atingiu os 44,2 °C em 19 de outubro de 2023, uma das dez maiores do Brasil e a maior dentre as capitais. O recorde de precipitação em 24 horas é de 144,7 mm em 1° de janeiro de 1951, seguido por 142,3 mm em 22 de janeiro de 2007 e 141,8 mm em 15 de novembro de 2021.
| Dados climatológicos para Cuiabá (OMM: 83361)                                            | Dados climatológicos para Cuiabá (OMM: 83361) | Dados climatológicos para Cuiabá (OMM: 83361) | Dados climatológicos para Cuiabá (OMM: 83361) | Dados climatológicos para Cuiabá (OMM: 83361) | Dados climatológicos para Cuiabá (OMM: 83361) | Dados climatológicos para Cuiabá (OMM: 83361) | Dados climatológicos para Cuiabá (OMM: 83361) | Dados climatológicos para Cuiabá (OMM: 83361) | Dados climatológicos para Cuiabá (OMM: 83361) | Dados climatológicos para Cuiabá (OMM: 83361) | Dados climatológicos para Cuiabá (OMM: 83361) | Dados climatológicos para Cuiabá (OMM: 83361) | Dados climatológicos para Cuiabá (OMM: 83361) |
| Mês                                                                                      | Jan                                           | Fev                                           | Mar                                           | Abr                                           | Mai                                           | Jun                                           | Jul                                           | Ago                                           | Set                                           | Out                                           | Nov                                           | Dez                                           | Ano                                           |
| ---------------------------------------------------------------------------------------- | --------------------------------------------- | --------------------------------------------- | --------------------------------------------- | --------------------------------------------- | --------------------------------------------- | --------------------------------------------- | --------------------------------------------- | --------------------------------------------- | --------------------------------------------- | --------------------------------------------- | --------------------------------------------- | --------------------------------------------- | --------------------------------------------- |
| Temperatura máxima recorde (°C)                                                          | 39,4                                          | 39                                            | 39,2                                          | 38,9                                          | 38,8                                          | 37,2                                          | 38,8                                          | 42,2                                          | 44                                            | 44,2                                          | 42                                            | 42,2                                          | 44,2                                          |
| Temperatura máxima média (°C)                                                            | 33                                            | 32,8                                          | 33,2                                          | 33,1                                          | 31,6                                          | 31,8                                          | 32,2                                          | 34,7                                          | 35,6                                          | 35,1                                          | 34                                            | 33,3                                          | 33,4                                          |
| Temperatura mínima média (°C)                                                            | 23,7                                          | 23,6                                          | 23,5                                          | 22,8                                          | 20,2                                          | 18,4                                          | 17,1                                          | 18,7                                          | 21,9                                          | 23,6                                          | 23,8                                          | 23,8                                          | 21,8                                          |
| Temperatura mínima recorde (°C)                                                          | 18,4                                          | 15,2                                          | 15,4                                          | 10,4                                          | 6,7                                           | 1,2                                           | 3,3                                           | 6                                             | 7,7                                           | 12,3                                          | 12,8                                          | 15,8                                          | 1,2                                           |
| Precipitação (mm)                                                                        | 238,3                                         | 261,9                                         | 232,9                                         | 112,8                                         | 53,4                                          | 19,7                                          | 10,2                                          | 13,2                                          | 50,5                                          | 128,6                                         | 194,6                                         | 200                                           | 1 516,1                                       |
| Umidade relativa compensada (%)                                                          | 80,8                                          | 82,1                                          | 81,8                                          | 79,2                                          | 76,9                                          | 73,6                                          | 67,6                                          | 60,4                                          | 61,4                                          | 68,7                                          | 74,6                                          | 77,4                                          | 73,7                                          |
| Insolação (h)                                                                            | 153,8                                         | 140,8                                         | 177,7                                         | 199,6                                         | 204                                           | 190,3                                         | 232,9                                         | 229,4                                         | 168,4                                         | 186,1                                         | 180,2                                         | 148,4                                         | 2 211,6                                       |
| Fonte: INMET (normal climatológica de 1991-2020; recordes de temperatura: 1931-presente) |                                               |                                               |                                               |                                               |                                               |                                               |                                               |                                               |                                               |                                               |                                               |                                               |                                               |

## Demografia
Sua população é de 650 877 habitantes de acordo com o Censo Demográfico de 2022 realizado pelo Instituto Brasileiro de Geografia e Estatística. O número de eleitores em novembro de 2020 era de 378 mil.
O município viveu tranquilamente até a década de 1960, quando um fluxo de imigrantes começou a vir para o estado, principalmente nas décadas de 1970 e 1980. Nesse período, a população passou de 56 204 habitantes em 1960 para 100 865 em 1970, 213 151 em 1980, 402 813 em 1991 e 483 346 em 2000, caracterizando 19,3% da população total do estado.

### Região metropolitana
No ano de 2009, foi criada a Região Metropolitana do Vale do Rio Cuiabá, somando mais de 1 000 000 de habitantes, com o objetivo de desenvolver integralmente os municípios da região, que, com exceção da capital e de Várzea Grande, permaneciam estagnados economicamente devido à proximidade com o maior centro urbano do estado.

### Religiões

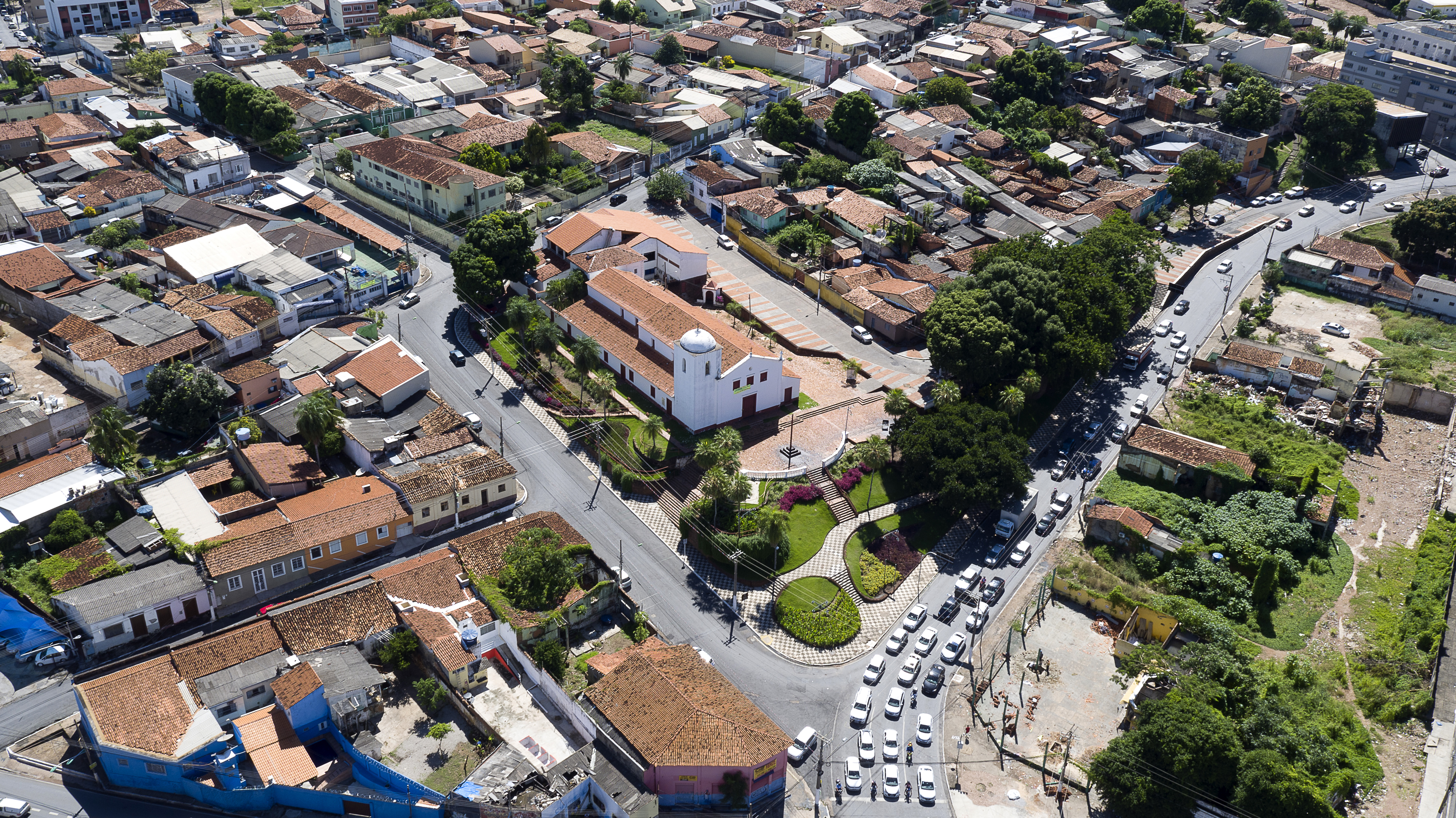
Igrejas do Rosário e São Benedito e do Senhor dos Passos.

Semelhante ao que ocorre em todo território nacional, Cuiabá é predominantemente povoada por cristãos, sendo na sua maioria católicos e uma fração menor dividida em inúmeras denominações evangélicas, contando ainda com a presença de religiões afro-brasileiras.
Há várias catedrais no município, podemos citar a Catedral Metropolitana, inaugurada em 1973. A atual catedral foi construída sobre os escombros da antiga, um resquício do período colonial que foi demolido num episódio até hoje não esclarecido. Além dela temos a Igreja do Bom Despacho, que foi inaugurada em 1919. Seu estilo gótico, inédito em boa parte do país, foi definido por um arquiteto francês. A Igreja do Rosário e Capela de São Benedito também podem ser citadas. É a única igreja barroca restante de Cuiabá. Foi fundada por escravos em 1764, sendo o local da tradicional festa de São Benedito, que acontece sempre no mês de julho.
Segundo o censo brasileiro de 2022, a composição religiosa da cidade era de 52,56% católicos, 31,3% evangélicos ou protestantes, 2,76% espíritas, 0,99% umbandistas ou candomblecistas, 0,03% religião tradicional, 4,66% outras religiões, 7,62% irreligiosos, 0,02% desconhecidos e 0,06% não declarados.

## Governo e política

### Símbolos

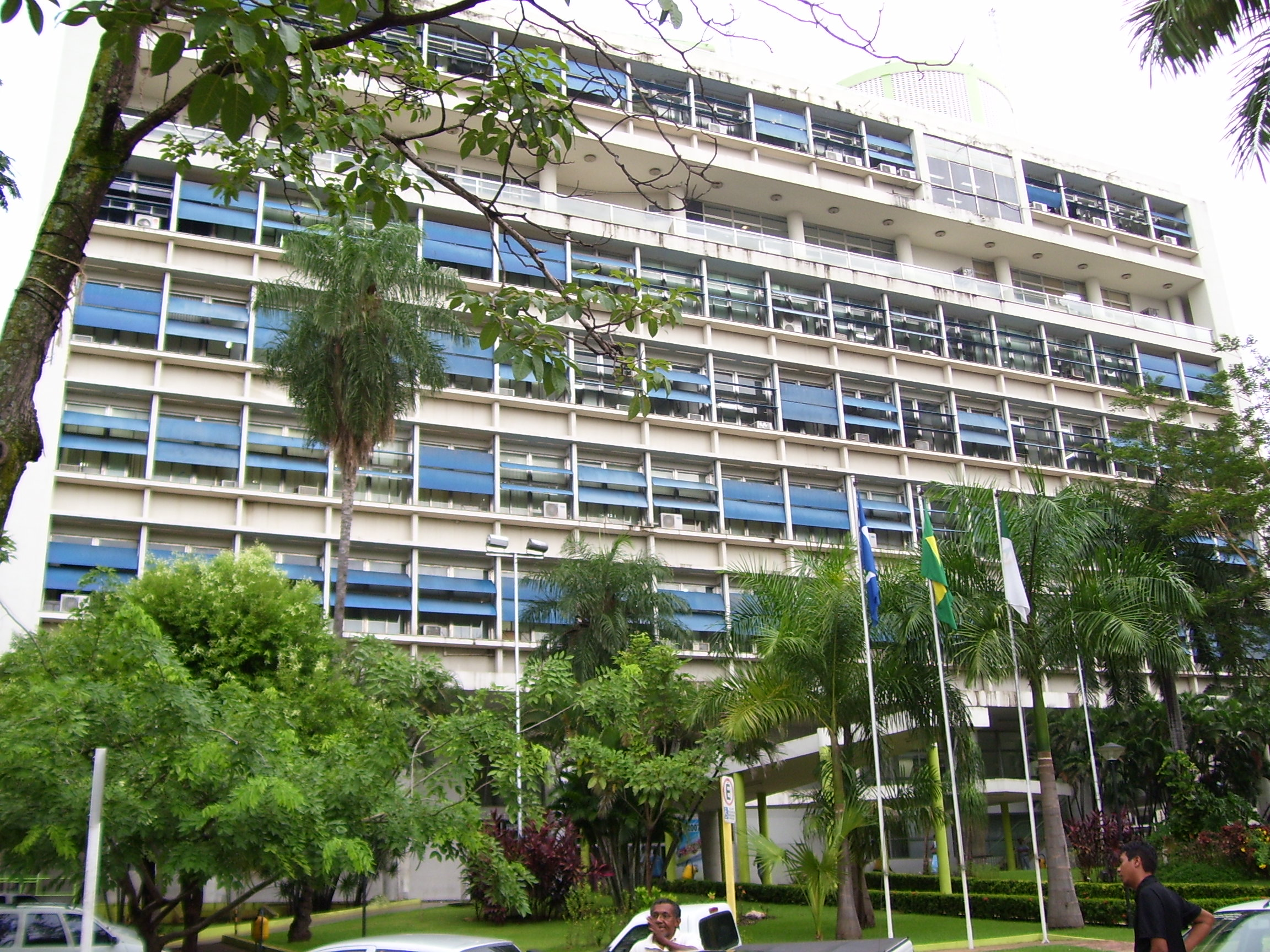
Palácio Alencastro, sede da Prefeitura de Cuiabá.

Cuiabá possui três símbolos oficiais: brasão, bandeira e hino. O brasão foi oficializado pela Lei n°592, de 13 de setembro de 1961, assinada pelo prefeito Aecim Tocantins, a partir do original, criado em Lisboa quando da sua fundação em 1 de janeiro de 1727. Segue inscrição extraída da Ata de Fundação do município: "declarou que sejam as Armas, de que usasse, um escudo dentro com campo verde e nele um morro ou monte todo salpicado com folhetos e granetos de ouro; e, por timbre, em cima do escudo, uma fênix".
A bandeira foi criada por Nilton Benedito de Santana, que contou com o apoio do jornalista Pedro Rocha Jucá, e oficializada pelo prefeito José Villanova Torres, através do Decreto nº 241, de 29 de dezembro de 1972, que diz no Artigo 1º: "Fica oficializada a Bandeira Municipal de Cuiabá, com as seguintes características: a- um retângulo verde e branco; b- em primeiro plano, com as bordaduras ou círculo na cor amarelo ouro, com a inscrição em letras vermelhas: "Vila Real do Bom Jesus de Cuiabá - 1719". c- no centro, o marco estereotipado na cor verde, representando o centro geográfico da América do Sul: logo abaixo, geometricamente triangulado, os vértices do marco representando um monte de ouro, símbolo da riqueza mineral de Cuiabá".
O hino foi oficializado pela Lei 633, de 10 de abril de 1962. O seu artigo segundo, que nem sempre é cumprido, diz: "Será obrigatório em todas as solenidades da Prefeitura Municipal que houver participação musical, quando o encerramento se der com o toque do Hino de Cuiabá".

### Cidades-irmãs
- Arica, Chile
- Turim, Itália
- Hamamatsu, Japão
- Iquique, Chile
- Lishui, China
- Pedro Juan Caballero, Paraguai
- Zlín, República Tcheca
- Crateús, Ceará, Brasil

## Economia

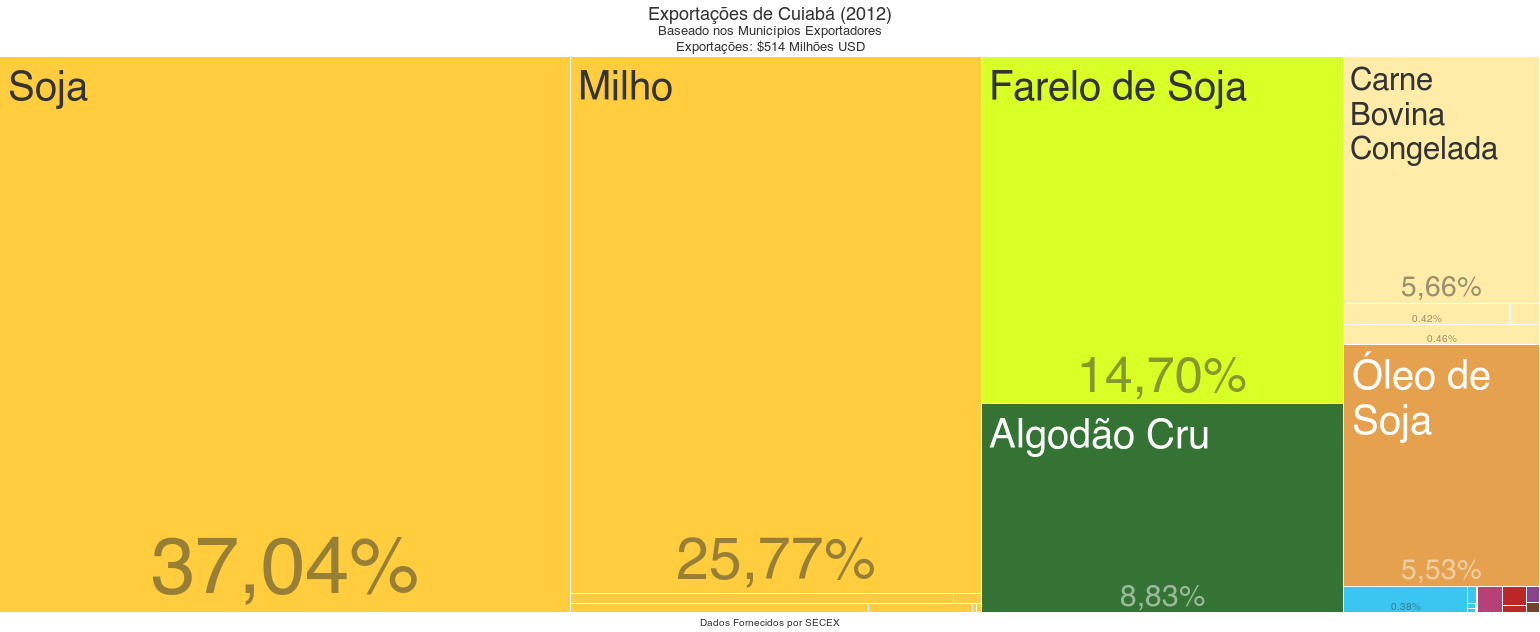
Exportações de Cuiabá - (2012)

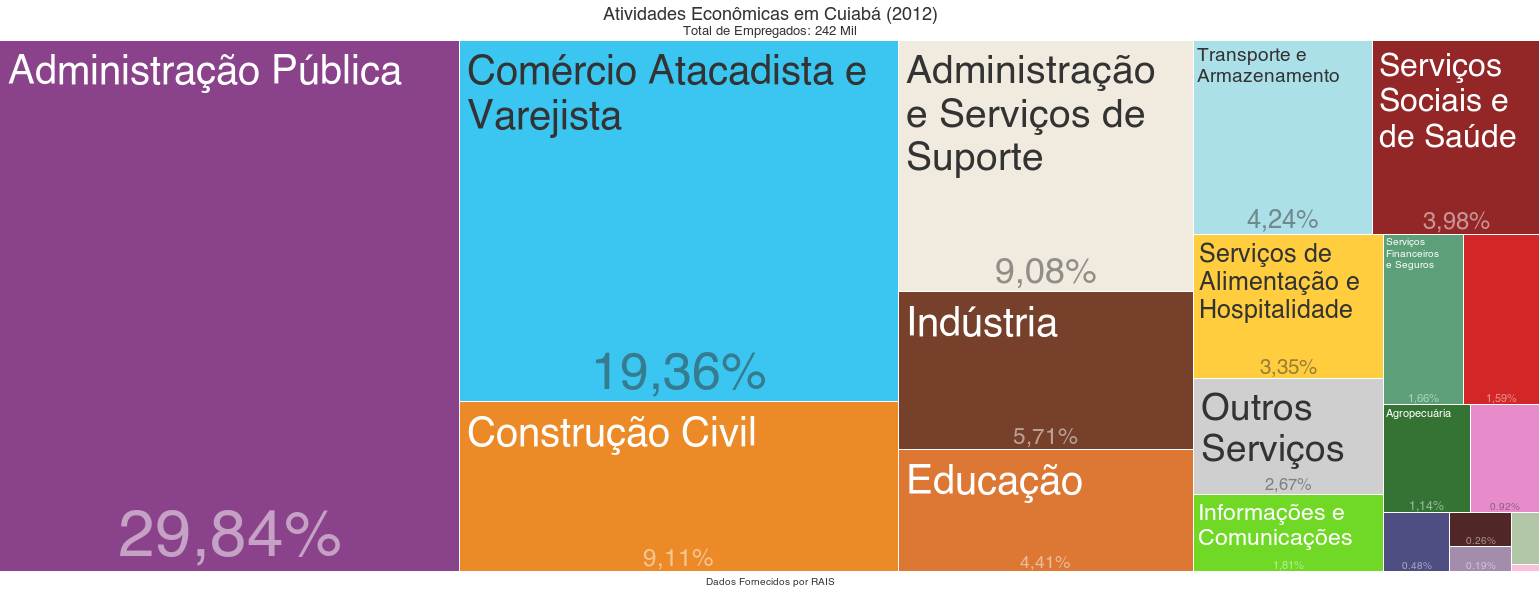
Atividades econômicas em Cuiabá - (2012)

A economia de Cuiabá, hoje, está concentrada no comércio e na indústria. No comércio, a representatividade é varejista, constituída por casas de gêneros alimentícios, vestuário, eletrodomésticos, de objetos e artigos diversos. O setor industrial é representado, basicamente, pela agroindústria. Muitas indústrias, principalmente aquelas que devem ser mantidas longe das áreas populosas, estão instaladas no Distrito Industrial de Cuiabá, criado em 1978. Na agricultura, cultivam-se lavouras de subsistência e hortifrutigranjeiros.
O município, com um produto interno bruto de 26,5 bilhões de reais em 2020, de acordo com o Instituto Brasileiro de Geografia e Estatística, respondeu por 14,85% do total do produto interno bruto estadual, ocupando a primeira posição no ranking mas ainda estando a baixo de Campo Grande e Goiânia. Contudo, possui um PIB per capita de R$47.700,88, correspondendo como a 9.° maior entre as capitais do país.
Cuiabá gera boa parte da energia elétrica consumida pelo estado. Próximo ao Distrito Industrial, funciona a Usina Termelétrica de Cuiabá. Concluída em 2002 e abastecida com gás natural boliviano, através de um ramal do Gasoduto Brasil-Bolívia. Esta usina possui potência instalada de 480 megawatts, respondendo em 2005 por 23,13 por cento, do total da potência instalada do estado. Quanto a sua pauta de exportações ela foi, em 2012, baseada principalmente em soja (37,04%), milho (25,77%), farelo de soja (14,70%), algodão cru (8,83%) e carne bovina congelada (5,66%).

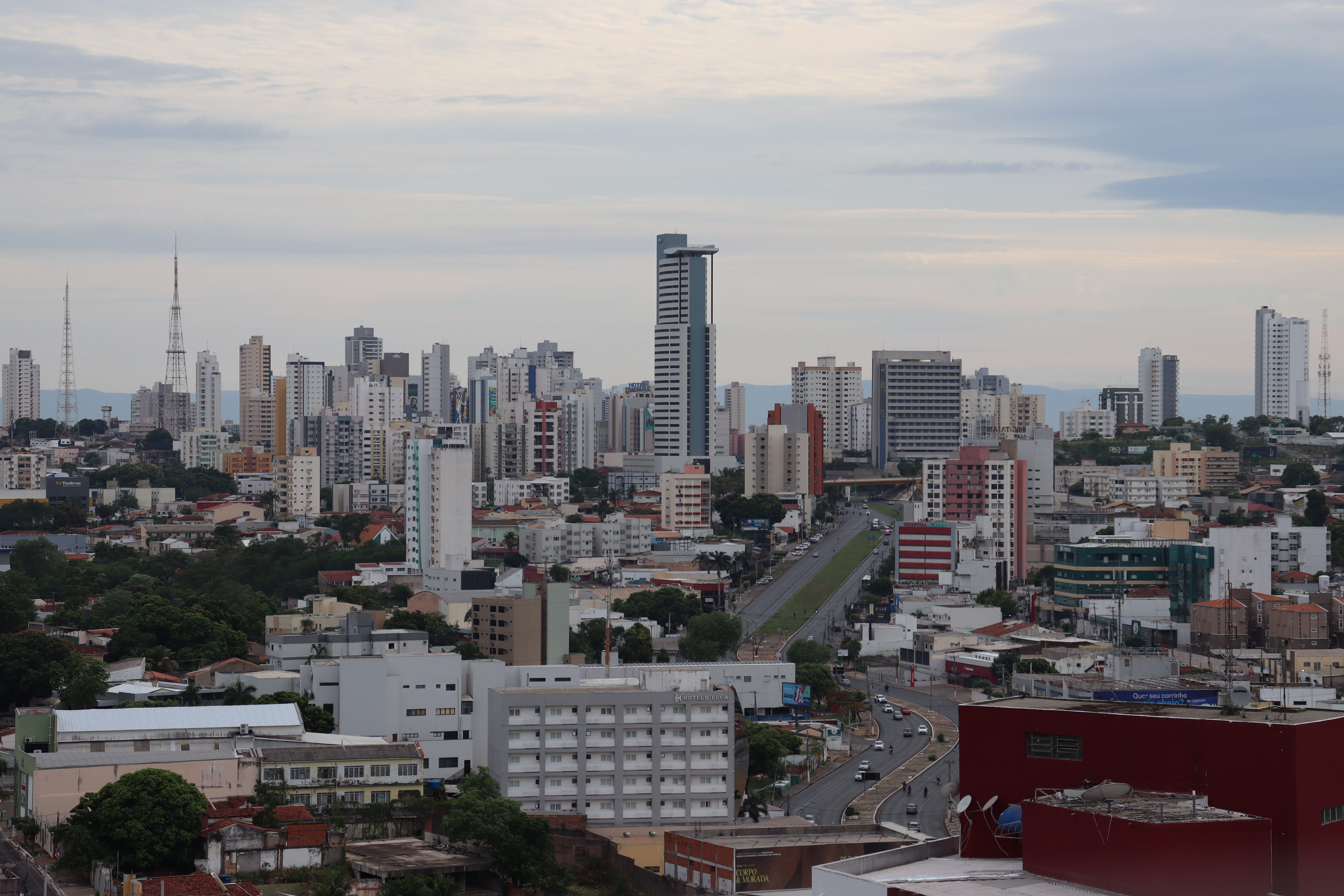
Vista do centro da cidade

A cidade conta com importantes centros comerciais, como o calçadão no centro histórico e alguns shoppings. Está em construção o Shopping Estação Cuiabá, localizado na Av. Miguel Sutil entre o trevo do Santa Rosa e do Círculo Militar, que será voltado para a classe A e B e tem inauguração prevista para o final de 2015. O Shopping Goiabeiras foi reformado e largamente ampliado, tendo seu tamanho triplicado e passando de três andares para nove, além também do aumento da capacidade do estacionamento. O Goiabeiras é conhecido como sendo o Shopping da elite cuiabana.

### Turismo
Cuiabá tem diversos atrativos turísticos por estar situada em uma região de variadas paisagens naturais, como a Chapada dos Guimarães e o Pantanal, e por ser um município muito antigo, com um patrimônio histórico importante. O turismo de eventos também é crescente no município.

A arquitetura da área urbana inicial de Cuiabá, como em outras cidades históricas brasileiras, é tipicamente colonial, com modificações e adaptações a outros estilos (como o neoclássico e o eclético) com o tempo. Ela foi bem preservada até meados do século XX, mas, depois dessa época, o crescimento demográfico e o desenvolvimento econômico afetaram o patrimônio arquitetônico e paisagístico do centro histórico. Vários prédios foram demolidos, entre eles a antiga igreja matriz, demolida em 1968 para dar lugar à atual.

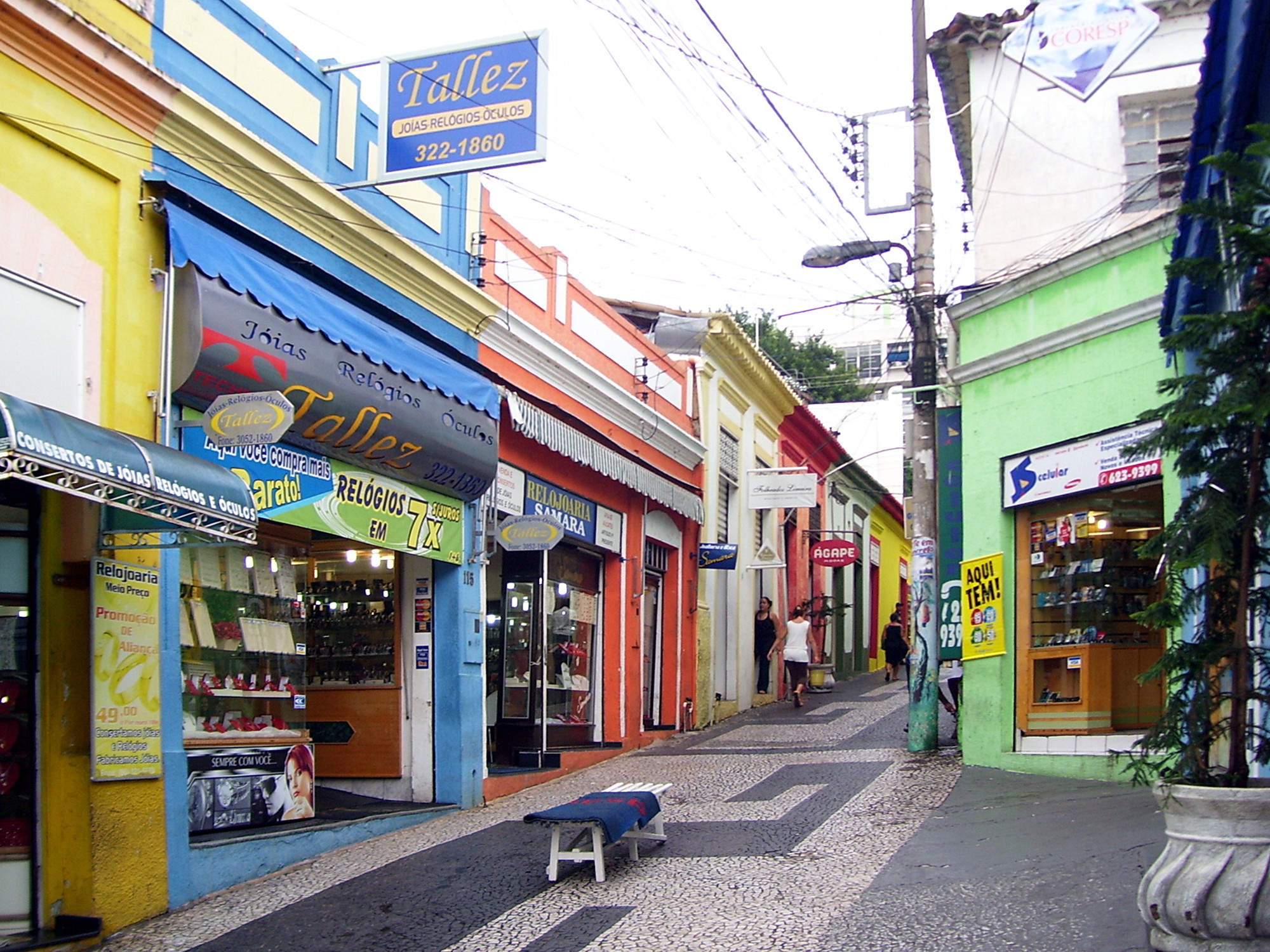
Calçadão da rua Cândido Mariano, em Cuiabá.

Somente na década de 1980 ações para a preservação desse patrimônio foram tomadas. Em 1987, o centro foi tombado provisoriamente como patrimônio histórico nacional pelo IPHAN e, em 1992, esse tombamento foi homologado pelo Ministério da Cultura do Brasil. Desde então vários prédios foram restaurados, entre os quais estão as Igrejas do Rosário e São Benedito, do Bom Despacho e do Nosso Senhor dos Passos, o Palácio da Instrução (hoje museu histórico e biblioteca), o antigo Arsenal da Guerra (hoje centro cultural mantido pelo SESC), o mercado de peixes (atualmente Museu do Rio Cuiabá) e um sobrado onde hoje funciona o Museu da Imagem e do Som de Cuiabá (o MISC). A área tombada pelo IPHAN é a que mais preserva as feições originais. As antigas ruas de Baixo, do Meio e de Cima (hoje, respectivamente, as ruas Galdino Pimentel, Ricardo Franco e Pedro Celestino) e suas travessas ainda mantêm bem preservadas as características arquitetônicas das casas e sobrados.
Além dos locais já citados, há vários outros que cresceram em popularidade em tempos recentes, como o zoológico, o Museu Rondon (com artefatos indígenas) e o Museu de Arte e Cultura Popular, no campus da Universidade Federal de Mato Grosso, o obelisco e o marco do centro geodésico da América do Sul, a atual Catedral Metropolitana, a Igreja de São Gonçalo no bairro do Porto, a Mesquita de Cuiabá, os parques Mãe Bonifácia e Massairo Okamura, com áreas para exercícios físicos e pistas de caminhada e ciclismo, o Horto Florestal, na confluência do rio Cuiabá com o Coxipó e o Estádio José Fragelli, conhecido como Verdão. É possível também visitar as comunidades ribeirinhas, onde se pode conhecer o modo de vida da população local e os artesanatos fabricados por eles, bem como os rios e baías frequentados para banho e pesca.

## Infraestrutura

### Educação

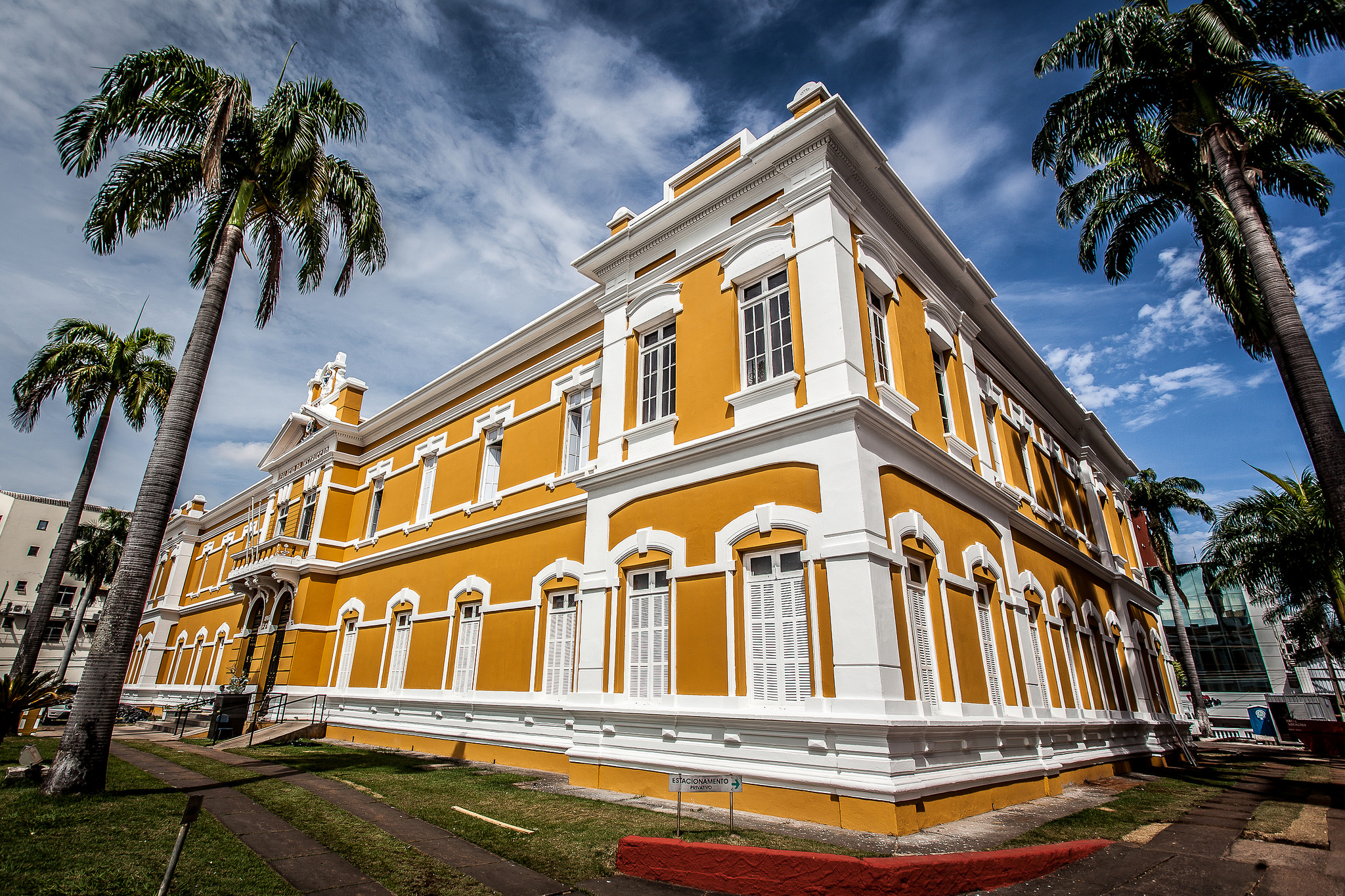
Palácio da Instrução

Cuiabá é um importante centro educacional no estado do Mato Grosso. A cidade é sede do IFMT (Instituto Federal de Educação, Ciência e Tecnologia de Mato Grosso), que oferece ensino médio, cursos técnicos e cursos tecnológicos, e da UFMT (Universidade Federal de Mato Grosso).
Entre as principais instituições de ensino superior estão Universidade Federal de Mato Grosso (UFMT), Instituto Federal de Educação, Ciência e Tecnologia de Mato Grosso (IFMT), Universidade de Cuiabá (UNIC), Centro Universitário Cândido Rondon (UNIRONDON), Faculdade Católica Dom Aquino (FAC) e Faculdade de Cuiabá (FAUC).
De acordo com dados do Portal QEdu, o município obteve uma nota média de 4,6 no IDEB 2021 (Índice de Desenvolvimento da Educação Básica) para os anos finais do ensino fundamental. A nota é menor do que a média estipulada, que era de 4,9. Já nos anos iniciais, a cidade apresentou a nota média de 5,5, também abaixo da meta, que é de 5,8. Em ambas as etapas de ensino, a nota média da cidade ficou abaixo da meta nacional, que foi de 5,1 para anos finais e 5,8 para anos iniciais do ensino fundamental.

### Transportes

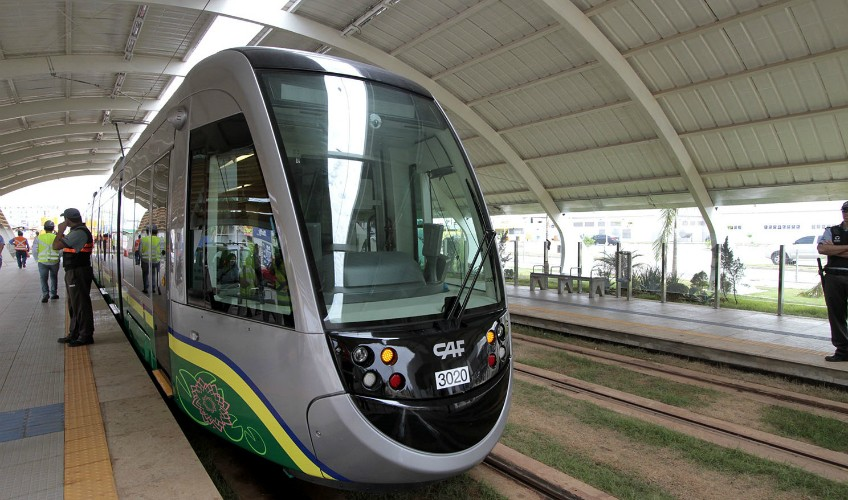
VLT de Cuiabá

O transporte público é feito por ônibus coletivos e táxis, além de micro-ônibus e moto-táxi, já regulamentados pela Câmara Municipal de Cuiabá. A cidade conta com uma frota de cerca de 360 ônibus. No seu aglomerado urbano junto com o município de Várzea Grande, possui  em torno de 600 ônibus, com 15 a 20% deles com ar-condicionado e rampa de acessibilidade, além de vários ônibus com motorização traseira que eleva ainda mais a qualidade do transporte.
A cidade dispõe de ônibus articulados, mas recentemente fizeram testes em Cuiabá com um modelo que será implantado na cidade no novo sistema de transporte, serão duas linhas de veículo leve sobre trilhos, uma ligando o aeroporto até a região do CPA, numa extensão de 15 km e outra ligando o a região do Coxipó ate o Centro, numa extensão de 8 km podendo ser ampliado até o Distrito Industrial, obras essa que ainda está em estudo. Também existe o Terminal Rodoviário de Cuiabá que liga a cidade aos demais estados através de ônibus. Segundo o IBGE, em 2022 a frota de Cuiabá era composta por um total de 473 147 veículos.

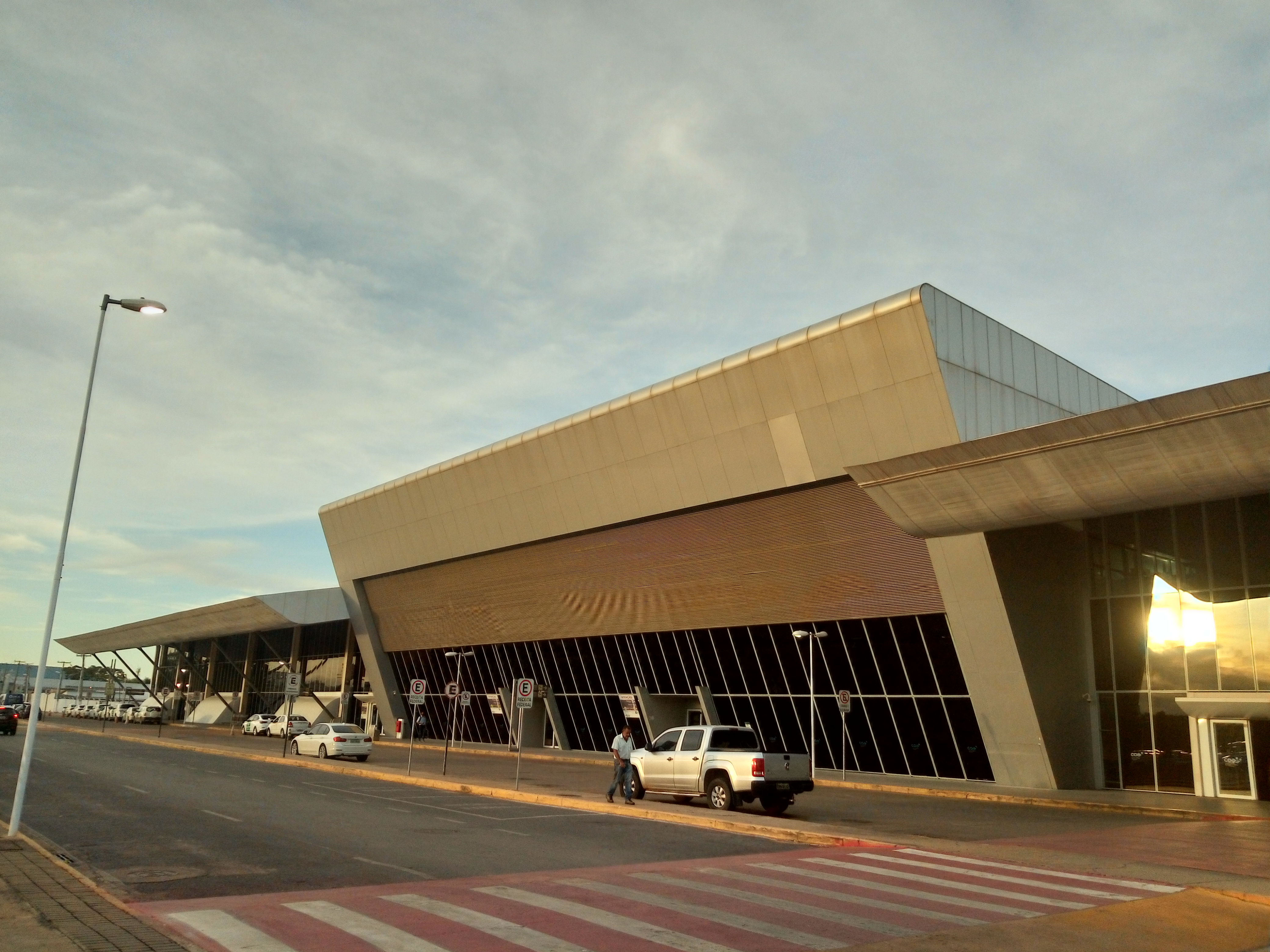
Aeroporto Internacional Marechal Rondon em Várzea Grande

A cidade também possui nas proximidades o Aeroporto Internacional Marechal Rondon. Inaugurado em 1956, o aeroporto ganhou importância conforme a cidade crescia. Em 2019, foi vendido para a Centro-Oeste Airports (COA) sob um contrato de concessão de 30 anos. Em 2022, o aeroporto registrou um recorde de 44,3 mil voos. O local recebe constantes atualizações e está em constantes reformas.
O aeroporto está localizado no município vizinho de Várzea Grande, com Cuiabá usufruindo dele. Atualmente, o complexo conta com um terminal de passageiros, com dois pisos, praça de alimentação, lojas, Serviço de Taxi, juizado de menores, câmbio, terraço panorâmico, Correios, locadoras, lanchonetes, elevadores, escadas rolantes e climatização. Há também o terminal de logística de carga, o TECA. Grande parte deve ao grande fluxo de turistas que visitam as belezas naturais e culturais da capital e do estado.

### Mídia
Os principais meios de comunicação são a internet, as rádios, os jornais impressos, a televisão e as companhias de telefonia fixa e móvel. As principais empresas responsáveis pela telefonia fixa na capital mato-grossense são a Embratel e a Oi. Já a telefonia móvel fica a cargo da Vivo, TIM e Claro. Os principais jornais, por ordem cronológica de fundação, são: Diário de Cuiabá, A Gazeta, Folha do Estado e outros de menor circulação como: Correio Várzea-grandense Página Única, Tribuna da Cidade, Correio da Semana, Extra e os jornais on-line 24 Horas News, Mídia News, Olhar Direto e Grande Cuiabá.[carece de fontes?]

## Cultura
Boa parte das tradições cuiabanas se deveu, em parte, ao isolamento sofrido pelo município com a decadência econômica. Outro fator que explica parte das características das manifestações culturais é o convívio de várias culturas desde a fundação de Cuiabá, como os índios que ali viviam, os bandeirantes paulistas e os negros levados para lá como escravos. Todos esses fatores se refletem na gastronomia, nas danças, no modo de falar e nos artesanatos.

### Museus e teatros
- Museu do Morro da Caixa D'Água
- Museu da Imagem e do Som
- Museu do Rio Cuiabá

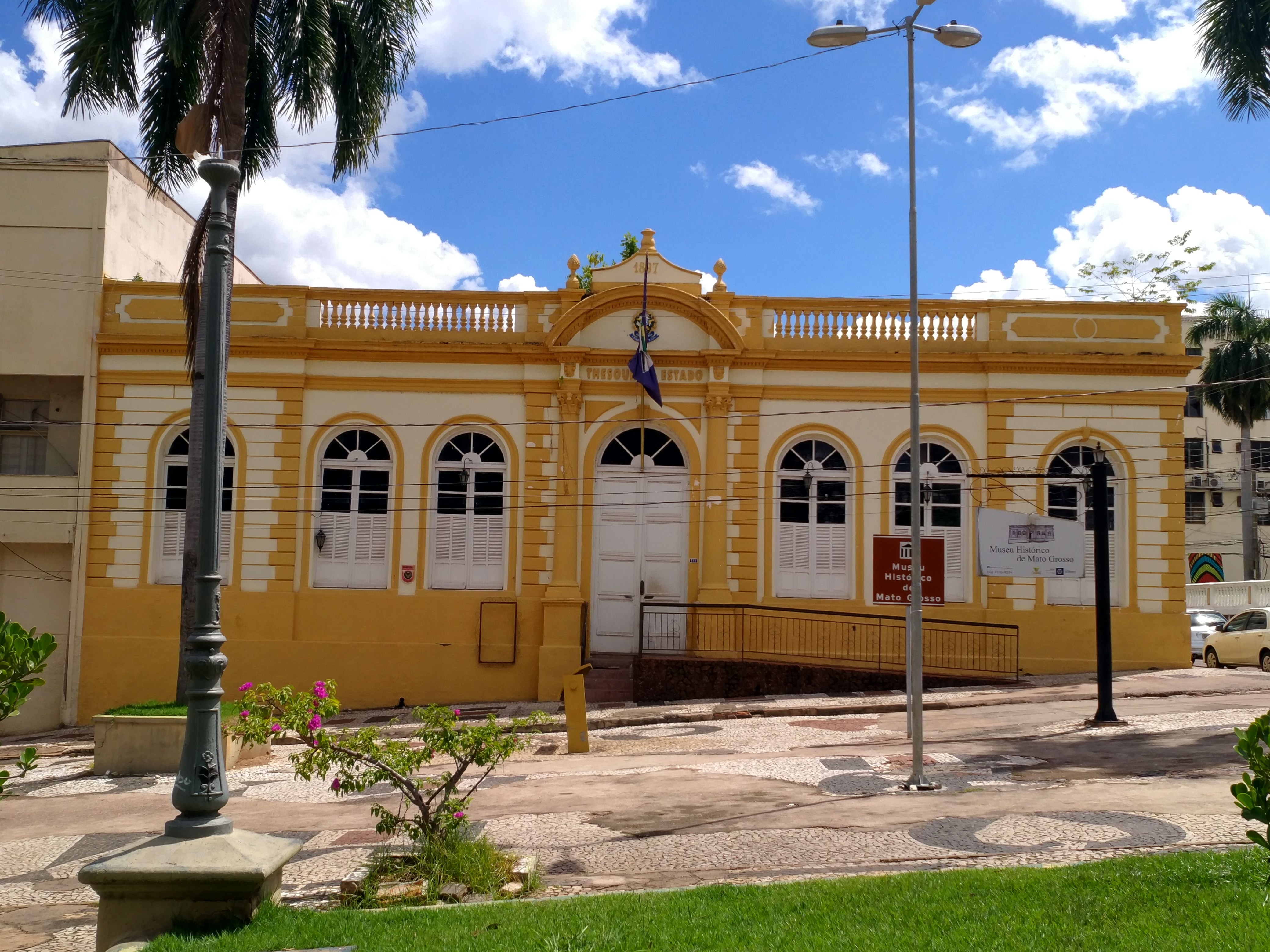
Museu Histórico de Mato Grosso

- Museu de História Natural de Mato Grosso
- Museu de Arte Sacra de Cuiabá
- Museu Histórico de Mato Grosso
- Museu Marechal Rondon
- Museu das Pedras
- Museu das Bonecas e Brinquedos
- Museu de Arte e Cultura Popular
- Museu Residência dos Governadores
- Museu Barão de Melgaço
- Museu do Pantanal
- Cine Teatro Cuiabá
- Teatro do Sesc Arsenal
- Teatro Universitário da UFMT
- Anfiteatro do Liceu Cuiabano
- Anfiteatro da EE Pres. Médici
- Teatro Cerrado Zulmira Canavarros

### Culinária

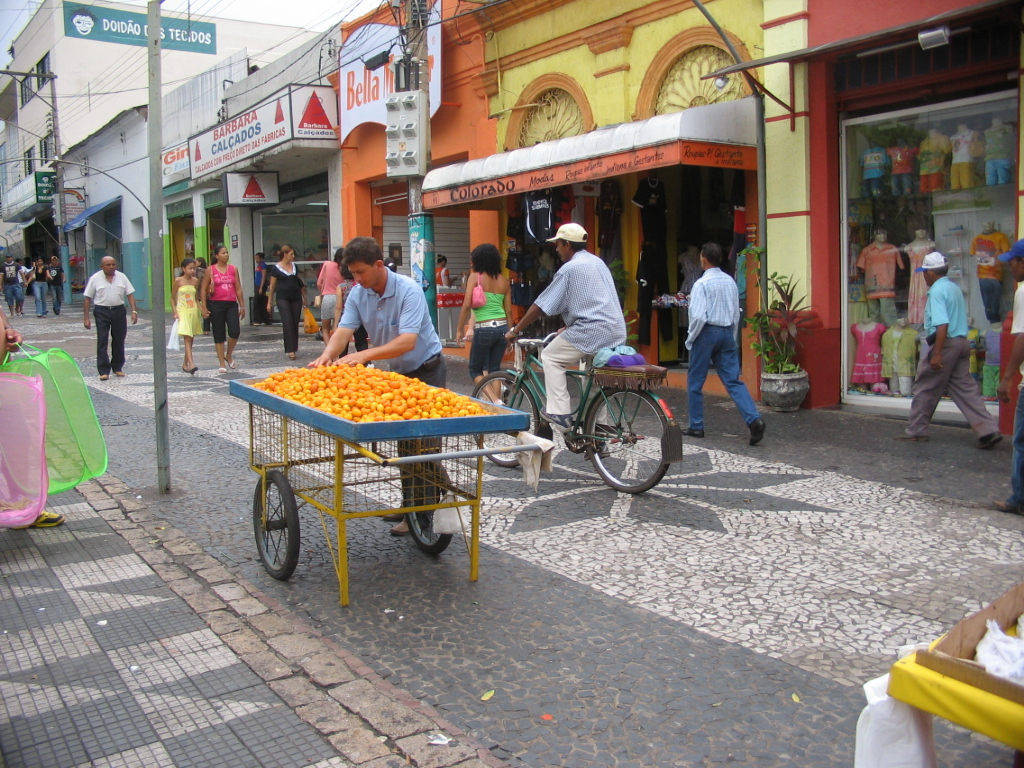
Vendedor de pequi, nas ruas de Cuiabá

A base da culinária local são os peixes, pescados nos rios da região (pacu, pintado, caxara, dourado e outros) e consumidos de várias maneiras, acompanhados de farinha de mandioca, abóbora e banana, em pratos como a Maria Isabel, a farofa de banana e o pirão. Um dos principais pratos típicos é a mujica, prato à base de peixe. A culinária cuiabana assim como a brasileira, tem suas raízes nas cozinhas indígenas, portuguesa, espanhola e africana.
Frutos, como o pequi, são adicionados a pratos a base de arroz e frango, a mandioca, a manga e o caju, o charque, peixes frescos ou secos. Pacu assado, piraputanga na brasa, mojica de pintado, arroz com pacu seco, moqueca cuiabana, caldo de piranha, ventrecha de pacu frita, dourado ou piraputanga na folha de bananeira e caldeirada de bagre, são pratos nascidos nas barrancas do rio Cuiabá e nas baias do Pantanal.
A "maria isabel" é o combinado de arroz e charque, popularmente conhecido também como arroz carreteiro, prato exclusivo da culinária local, a paçoca de pilão feita com carne de charque e farinha de mandioca temperada, o furrundum, doce preparado com mamão verde, rapadura e canela, o pixé elaborado com milho torrado e socado com canela e açúcar, o bolo de arroz cuiabano, o francisquito, os doces de caju e manga, o licor de pequi e o guaraná de ralar.

### Esportes

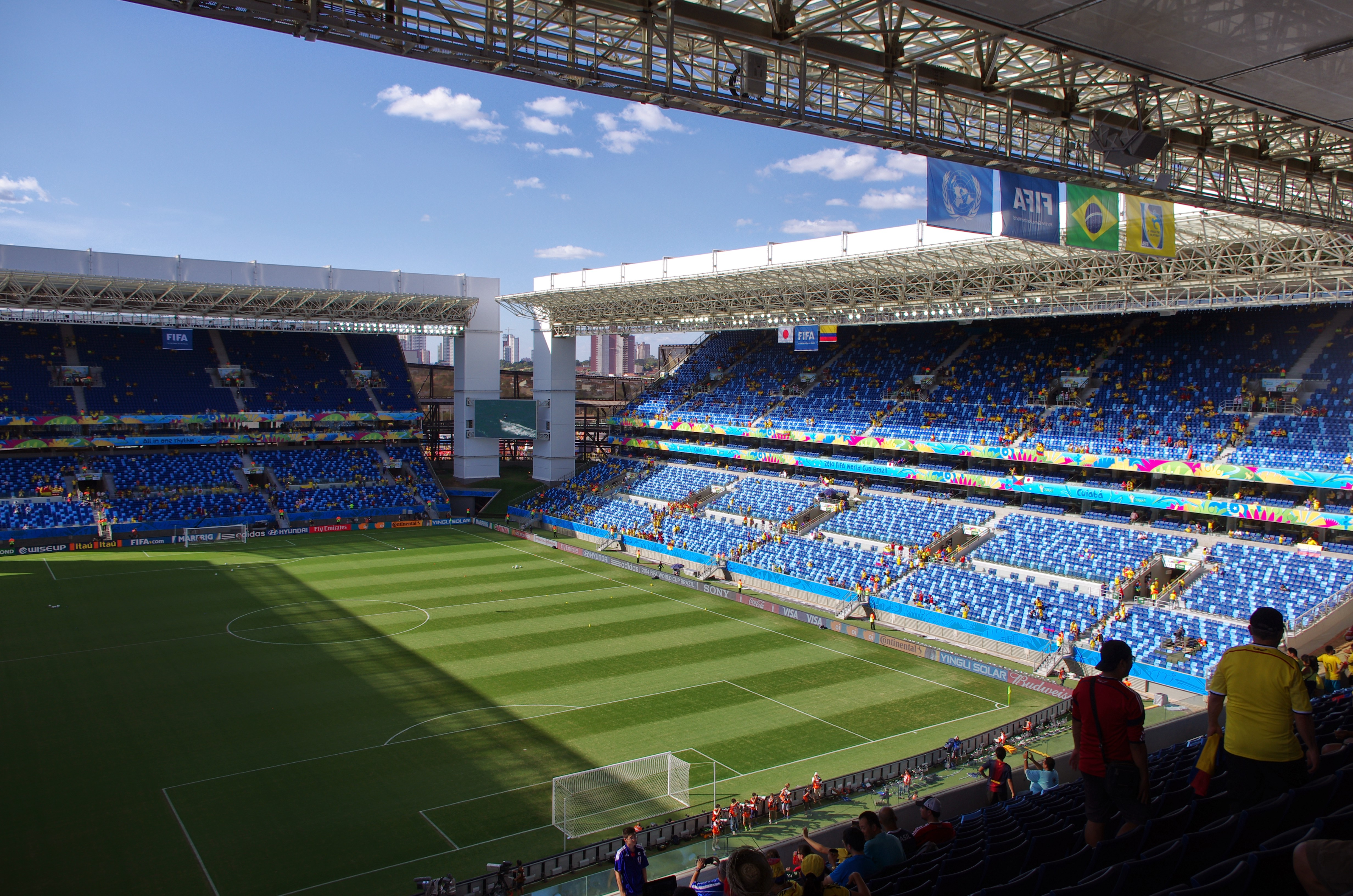
Arena Pantanal, palco da Copa do Mundo FIFA 2014

Cuiabá foi anunciada como sede da Copa do Mundo FIFA 2014, em 31 de maio de 2009, representando o Pantanal. As obras da Arena Pantanal começaram em abril de 2010. Durante a Copa, Cuiabá recebeu quatro jogos, todos da fase de grupos.
A cidade também é sede de diversos clubes, como o Operário, Mixto (máximo campeão do Campeonato Mato-Grossense de Futebol com 24 títulos), e o Cuiabá, que além de representar o Mato Grosso na Série B do Brasileirão, foi bicampeão da Copa Verde e 13 vezes campeão do Campeonato Mato-Grossense de Futebol.
A cidade também é sede do Cuiabá Arsenal, clube de futebol americano duas vezes campeão do Campeonato Brasileiro de Futebol Americano (2010 e 2012) e tricampeão do Campeonato Mato-Grossense (2015, 2016 e 2019).

### Carnaval
Entre as principais agremiações carnavalescas de Cuiabá, estão a escola de samba Imperatriz da Portuária e bloco carnavalesco Banana da Terra. Além disso, foi enredo da Mangueira no carnaval 2013.

### Música
- Festival de Lambadão de Cuiabá[116]